# Biró Anikó (színművész)
Biró Anikó (1967. július 20. –) magyar színésznő, szinkronszínész.

## Életpályája
Elsősorban televíziós sorozatokat és animációs sorozatokat szinkronizál, de mozifilmekben is hallható a hangja. Több mint 400 filmben szinkronizált már. Többek között a nagysikerű Melrose Place-ben Heather Locklearnek kölcsönözte hangját, de Jennifer Tillyt és Drew Barrymore-t is többször megszólaltatta már.
Két fiúgyermek, a 2000-ben született Dániel és a 2003-ban született Tamás édesanyja.

## Jelentősebb szinkronmunkái mozifilmekben
- 12 majom: Női taxis – Annie Golden
- A bestia: Dr. Margo Green – Penelope Ann Miller
- A cég: Lány a bárban – Julia Hayes
- A földlakók nemi élete: A nőstény (Jenny Smith) – Carmen Electra
- A gonosz csábítása: Annie – Bronagh Gallagher
- A nagy fogás: Rita – Heather Locklear
- A sakál: Maggie (13 éves túsz) – Maggie Castle
- A szerelem hullámhosszán: Suzy – Rita Wilson
- A tökéletes pasi: Jean Hamilton – Heather Locklear
- A varázsige: I Love You: Skylair Dandridge – Drew Barrymore
- Ace Ventura: Állati nyomozó: Sexy Woman – Rebecca Ferratti
- Interjú a vámpírral: New Orleans-i prostituált – Indra Ové
- Kárhozottak: Michelle Porter – Hilary Swank
- Miami rapszódia: Kaia – Naomi Campbell
- Mr. Végzet: Jewel Jagger – Courteney Cox
- Szökésben: Fran Carvey – Jennifer Tilly
- Szükségállapot: Anita FBI-ügynök – Ellen Bethea
- Támad a Mars!: Nathalie Lake – Sarah Jessica Parker
- Úszó erőd: Jordan Tate – Erika Eleniak
- Volver: Regina – María Isabel Díaz
- Zaklatás: Cindy Chang – Jacqueline Kim

## Szinkronmunkái televíziós sorozatokban
- Melrose Place: Amanda Woodward Blake Parezi McBride Burns – Heather Locklear
- Beverly Hills 90210: Gina Kincaid – Vanessa Marcil
- Sunset Beach: Anna Claire 'Annie' Douglas-Richards – Sarah Buxton
- Egy kórház magánélete: Dr. Jacqueline Wade – Sagan Lewis
- Gazdagok és szépek: Darla Dinkle Einstein Forrester – Schae Harrison
- Malibu Road 2000: Joy Rule – Tuesday Knight
- Bajnokakadémia: Evie Hogan – Tahnie Merrey
- Szívtipró gimi: Stephanie Tan/Mai Hem – Nina Liu
- A farm ahol élünk: Eva Beadle Simms – Charlotte Stewart
- Hegyi doktor: Christl Wild – Michaela Heigenhauser
- Telefonos kisasszonyok: Susi Simmons – Samantha Hardcastle
- Providence: Joanie Hansen – Paula Cale (Hallmark-os változat)
- Camilla: Mónica Iturralde – Adamari López
- Kalandos nyár: Laly – Laly Meignan
- Carnivàle – A vándorcirkusz: Lila – Debra Christofferson
- Hármastársak: Margene Heffman – Ginnifer Goodwin
- Perla: Rosenda Fantini – Gabriela Hassel
- Lety, a csúnya lány: Juana Valdéz – Gloria Izaguirre

## Szinkronmunkái animációs sorozatokban
- Tüskeböki és pajtásai: Szarka Szandra
- Sandokan: Mariann kisasszony
- Krokodil kommandó: Miss Janet, Sir Mac Monk titkárnője
- Kék egér
- A Mozart Band
- A nyomorultak: Cosette
- Beverly Hills Tini Klub: Bianca Dupree

## Stúdiók amelyekkel együtt dolgozott
- Mafilm Audio Kft.
- Masterfilm (Digital) Kft.
- Videovox Stúdió (Kft.)
- Active Kommunikációs Kft.
- Balog Mix Stúdió